# Lúcio Mauro
Lúcio de Barros Barbalho (Belém, 14 de março de 1927 — Rio de Janeiro, 11 de maio de 2019), conhecido pelo nome artístico Lúcio Mauro, foi um ator e humorista brasileiro.Considerado um dos pioneiros na televisão no Brasil, passou pela TV Rio, Tupi, Excelsior e TV Globo. 
Natural de Belém, onde iniciou a carreira, ficou conhecido pelos personagens humorísticos que interpretava, bem como pelas parcerias humorísticas, ao lado de nomes como José Santa Cruz, Sônia Mamede e Chico Anysio. Com os dois primeiros, interpretou o Fernandinho e o Zé das Mulheres no programa Balança mas Não Cai e posteriormente no Zorra Total; já ao lado de Anysio viveu o Aldemar Vigário na Escolinha do Professor Raimundo e o diretor Da Julia no Chico Anysio Show.
Pai de Lúcio Mauro Filho, foi casado com a atriz Arlete Salles e era tio do político Jader Barbalho.

## Carreira
Já atuava em teatro estudantil quando, com pouco mais de vinte anos, foi convidado para trabalhar na companhia teatral do ator Mário Salaberry, marido da atriz Zilka Sallaberry. Após o falecimento de Salaberry em acidente, Lúcio Mauro participou da companhia de teatro de Barreto Júnior. Nessa época, casou-se com Arlete Salles. Em 1960, com a inauguração da TV Rádio Clube de Pernambuco, ele fez seu primeiro programa de humor na televisão, Beco sem Saída, contracenando com José Santa Cruz no quadro Jojoca e Zé das Mulheres. Em 1963, Lúcio e Arlete se mudaram para o Rio de Janeiro, indo trabalhar na TV Rio. Depois, foi para a TV Tupi, período em que atuou em episódios do Grande Teatro Tupi. Em 1966, estreou na TV Globo, no humorístico TV0–TV1.
Lúcio Mauro foi conhecido principalmente por suas atuações em quadros de programas humorísticos de televisão, especialmente, nos programas de Chico Anysio, os quais lhe deram seus dois personagens mais emblemáticos: Aldemar Vigário e Da Júlia. O primeiro era um aluno bajulador na Escolinha do Professor Raimundo, que gostava de inventar histórias a respeito do passado do professor com o intuito de agradá-lo, mas que geralmente o colocava em situações constrangedoras. O segundo personagem, que fazia parte de sketch do Chico Anysio Show e depois de outros programas, era o assistente que buscava orientar o ator Alberto Roberto (personagem de Chico), que, embora fosse considerado excepcional, era ignorante e arrogante.
Outro personagem de sucesso veio em Balança Mas Não Cai; Fernandinho era um homem rico e sofisticado, cuja esposa, a ignorante Ofélia (Sônia Mamede), embora por quem fosse completamente apaixonado, causava-lhe grande constrangimento devido às suas gafes perante convidados ilustres. Em 1999, o quadro ganhou nova versão no extinto Zorra Total (atualmente Zorra), com Lúcio e Cláudia Rodrigues interpretando Fernandinho e Ofélia.
Em 1980, entrou para o elenco da peça Além da Vida, escrita por Chico Xavier e Divaldo Franco. Em 2008, o humorista estreou a peça Lúcio 80-30, dividindo o palco com Lúcio Mauro Filho, autor e diretor do espetáculo, e com outros dois filhos, Alexandre Barbalho e Luly Barbalho. Em 2014, Lúcio Mauro e a filha Luly Barbalho participaram do penúltimo episódio de A Grande Família. Os dois foram pai e irmã do intérprete de Tuco no seriado, Lúcio Mauro Filho. Em 2015, o ator fez uma participação especial da releitura da Escolinha do Professor Raimundo, programa comemorativo que foi ao ar na Globo e no canal Viva. Em 2016 participou do filme Vai que Dá Certo 2. 

## Vida pessoal
Nascido em Belém do Pará, era irmão do político paraense e empresário radialista Laércio Wilson Barbalho, sendo assim tio paterno do político Jader Barbalho. 
Entre 1958 e 1970, Lúcio foi casado com a atriz Arlete Salles, com quem teve dois filhos: Alexandre Barbalho (ator) e Gilberto Salles (cineasta). O ator era casado desde 1974 com Ray Luiza Araujo Barbalho, com quem teve três filhos: Luciane Maria, Luanna Barbalho e o ator Lúcio Mauro Filho.
Em 2012, Lúcio foi internado após ter caído num restaurante, passando por uma cirurgia para correção de uma fratura no fêmur. Em abril de 2016, o ator sofreu um derrame, que afetou uma área da garganta, comprometendo a fala e a mastigação.

## Morte
Lúcio Mauro morreu no dia 11 de maio de 2019, aos 92 anos, em uma clínica na zona sul do Rio de Janeiro, onde estava internado havia dois meses para tratamento de problemas respiratórios. A causa da morte foi falência de múltiplos órgãos.

## Filmografia

### Televisão
| Programas humorísticos / novelas / (minis)séries | Programas humorísticos / novelas / (minis)séries | Programas humorísticos / novelas / (minis)séries           | Programas humorísticos / novelas / (minis)séries | Programas humorísticos / novelas / (minis)séries |
| Ano                                              | Título                                           | Papel                                                      | Nota                                             |                                                  |
| ------------------------------------------------ | ------------------------------------------------ | ---------------------------------------------------------- | ------------------------------------------------ | ------------------------------------------------ |
| 2015                                             | Escolinha do Professor Raimundo                  | Seu Aderaldo, o zelador                                    | (Episódio: "13 de dezembro")                     |                                                  |
| 2014                                             | A Grande Família                                 | Rui Nabuco                                                 | (episódio: A Grande Família)                     |                                                  |
| 2012                                             | Gabriela                                         | Coronel Eustáquio Ferreira                                 |                                                  |                                                  |
| 2008                                             | Casos e Acasos                                   | Geraldo / Dr. Santana                                      |                                                  |                                                  |
| 2008                                             | A Favorita                                       | Sabiá Gentil                                               |                                                  |                                                  |
| 2008                                             | Faça Sua História                                | Baby de Moraes                                             | (episódio: O Califa de Copacabana)               |                                                  |
| 2007                                             | Malhação                                         | Delegado Silva                                             | Participação Especial                            |                                                  |
| 2007                                             | Paraíso Tropical                                 | Veloso                                                     | Participação Especial                            |                                                  |
| 2005                                             | Carga Pesada                                     |                                                            | Episódio: Sem Identidade                         |                                                  |
| 2004                                             | Programa Novo                                    | Chefe                                                      | Especial de fim de ano                           |                                                  |
| 2004                                             | Sob Nova Direção                                 | Geraldo                                                    | (episódio: Duas Penetras Convidadas)             |                                                  |
| 2001                                             | Os Normais                                       | Jair                                                       | (episódio: Desconfiar é Normal)                  |                                                  |
| 1999-2012                                        | Zorra Total                                      | Aldemar Vigário / Fernandinho / Da Júlia / Zé das Mulheres |                                                  |                                                  |
| 1999                                             | O Belo e as Feras                                | Arturo                                                     |                                                  |                                                  |
| 1999                                             | Malhação                                         | Ferreira                                                   |                                                  |                                                  |
| 1998                                             | Pecado Capital                                   | Nonato                                                     |                                                  |                                                  |
| 1998                                             | Meu Bem Querer                                   | Juiz Procópio                                              | (participação especial)                          |                                                  |
| 1998                                             | Sai de Baixo                                     | Dr. Sabóia                                                 | (episódio: Ah, Eu Tô Maluco)                     |                                                  |
| 1998                                             | Dona Flor e Seus Dois Maridos                    | Neca do Abaeté                                             |                                                  |                                                  |
| 1997                                             | Malhação                                         | Dr. Palhares                                               |                                                  |                                                  |
| 1996                                             | Caça Talentos                                    | Marvin                                                     |                                                  |                                                  |
| 1996                                             | Chico Total                                      | Da Júlia                                                   |                                                  |                                                  |
| 1992                                             | Você Decide                                      |                                                            | episódio: Palavras de Amor                       |                                                  |
| 1990 - 1994                                      | Escolinha do Professor Raimundo                  | Aldemar Vigário                                            |                                                  |                                                  |
| 1988                                             | O Pagador de Promessas                           | Dr. Quindim                                                |                                                  |                                                  |
| 1987                                             | O Natal da Grande Família                        | Seu Gonçalves                                              |                                                  |                                                  |
| 1987                                             | Os Trapalhões                                    | Fernandinho                                                | (participação especial)                          |                                                  |
| 1983                                             | Caso Verdade                                     | Chico Xavier                                               | (episódio: Chico Xavier, um Infinito Amor)       |                                                  |
| 1983                                             | A Festa é Nossa                                  | Fernandinho                                                |                                                  |                                                  |
| 1982-1990                                        | Chico Anysio Show                                | Da Júlia / Aldemar Vigário / Vários personagens            |                                                  |                                                  |
| 1982-1983                                        | Balança Mas Não Cai                              | Fernandinho                                                |                                                  |                                                  |
| 1980                                             | Planeta dos Homens                               | Vários Personagens                                         |                                                  |                                                  |
| 1978                                             | A Praça da Alegria                               |                                                            |                                                  |                                                  |
| 1974-1975                                        | Gente Inocente                                   | Apresentador                                               |                                                  |                                                  |
| 1974                                             | Alegríssimo                                      | Fernandinho                                                |                                                  |                                                  |
| 1973-1980                                        | Chico City                                       | Da Júlia / Vários personagens                              |                                                  |                                                  |
| 1972                                             | Uau, a Companhia                                 | Vários Personagens                                         |                                                  |                                                  |
| 1968-1971                                        | Balança Mas Não Cai                              | Fernandinho                                                |                                                  |                                                  |
| 1967                                             | A Moça do Sobrado Grande                         |                                                            |                                                  |                                                  |
| 1967                                             | I Love Lúcio                                     | Apresentador                                               |                                                  |                                                  |
| 1966                                             | TV0–TV1                                          |                                                            |                                                  |                                                  |
| 1965                                             | Essa Gente Inocente                              | Apresentador                                               |                                                  |                                                  |
| 1963                                             | A, E, I, O... Urca!                              | Diretor                                                    |                                                  |                                                  |
| 1960                                             | Beco sem Saída                                   |                                                            |                                                  |                                                  |

### Cinema
| Ano  | Título                                       | Papel                    |
| ---- | -------------------------------------------- | ------------------------ |
| 2016 | Vai que Dá Certo 2                           | Seu Altamiro             |
| 2013 | Vai que Dá Certo                             | Seu Altamiro             |
| 2010 | Muita Calma Nessa Hora                       | Mascarenhas              |
| 2009 | A Mulher Invisível                           | Governador               |
| 2008 | Feliz Natal                                  | Miguel                   |
| 2008 | Bezerra de Menezes - O Diário de um Espírito | Líder do centro espírita |
| 2008 | Polaroides Urbanas                           | Fernando                 |
| 2007 | O Homem que Desafiou o Diabo                 | Escrivão                 |
| 2006 | Cleópatra                                    | Ptolomeu XII             |
| 2004 | Redentor                                     | Tísico                   |
| 1999 | O Roubo                                      |                          |
| 1968 | O Rei da Pilantragem                         | Pessoa na rua            |
| 1966 | 007 1/2 no Carnaval                          | Zé das Medalhas          |
| 1963 | Terra sem Deus                               | Zacarias                 |

## Prêmios e indicações
| Ano  | Associações                         | Categoria                        | Nomeações                                    | Resultado | Ref.   |
| ---- | ----------------------------------- | -------------------------------- | -------------------------------------------- | --------- | ------ |
| 2005 | Prêmio Guarani de Cinema Brasileiro | Melhor Ator Coadjuvante          | Redentor                                     | Indicado  | [ 15 ] |
| 2008 | Prêmio Arte Qualidade Brasil        | Melhor Ator Coadjuvante - Cinema | Bezerra de Menezes - O Diário de um Espírito | Indicado  |        |
| 2009 | Grande Prêmio do Cinema Brasileiro  | Melhor Ator Coadjuvante          | Feliz Natal                                  | Indicado  | [ 16 ] |
| 2009 | Prêmio Guarani de Cinema Brasileiro | Melhor Ator Coadjuvante          | Feliz Natal                                  | Indicado  | [ 17 ] |